# Diskobolos

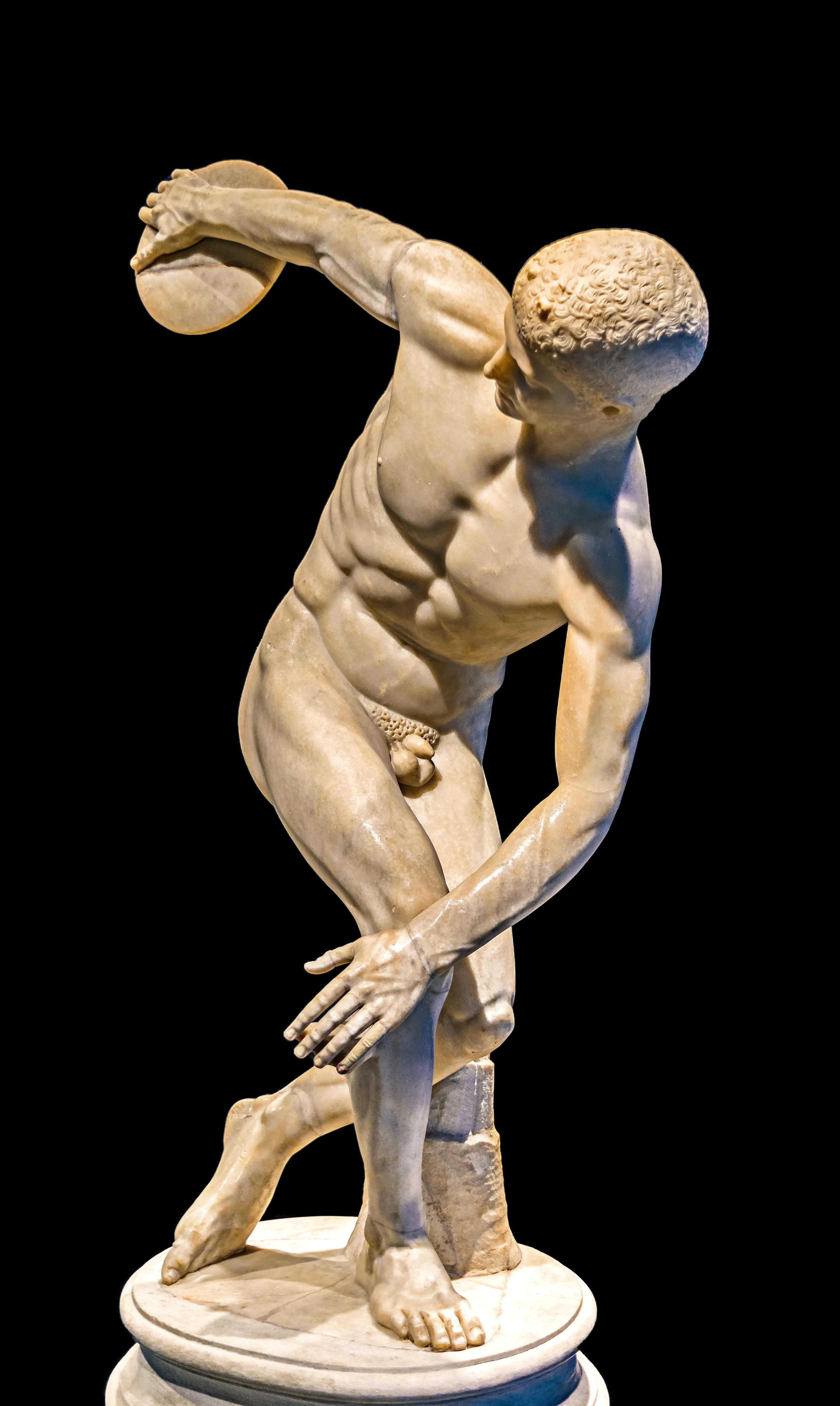
Der sogenannte Diskobolos Lancelotti, die berühmte Marmorkopie im Museo Nazionale Romano in Rom, die 1781 auf dem Esquilin gefunden wurde

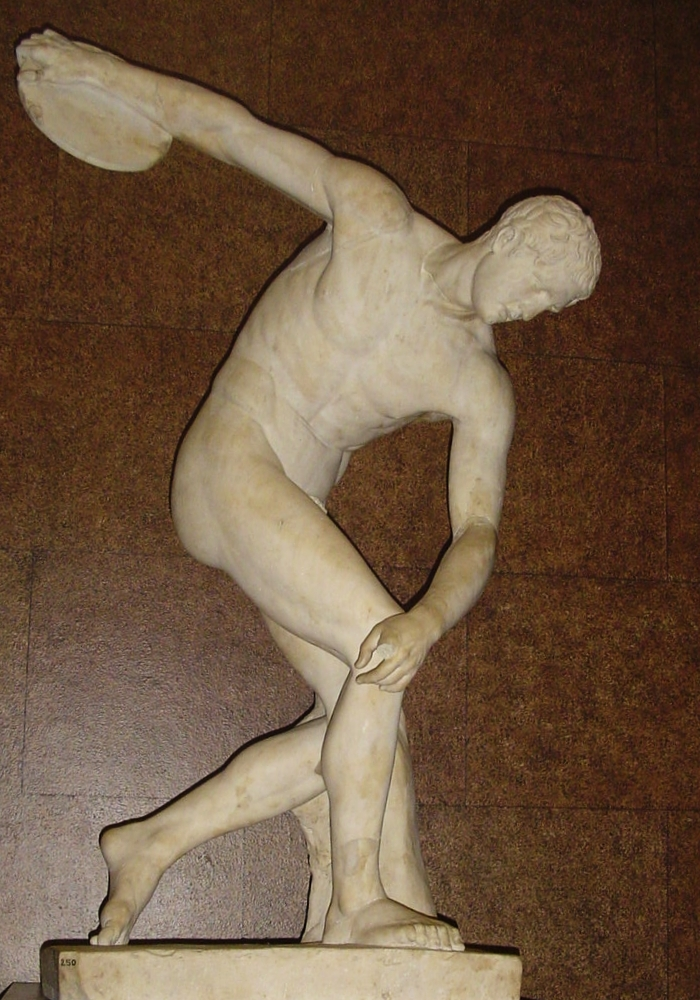
Diskobolos. Römische Marmorkopie aus der Villa Adriana. British Museum, London

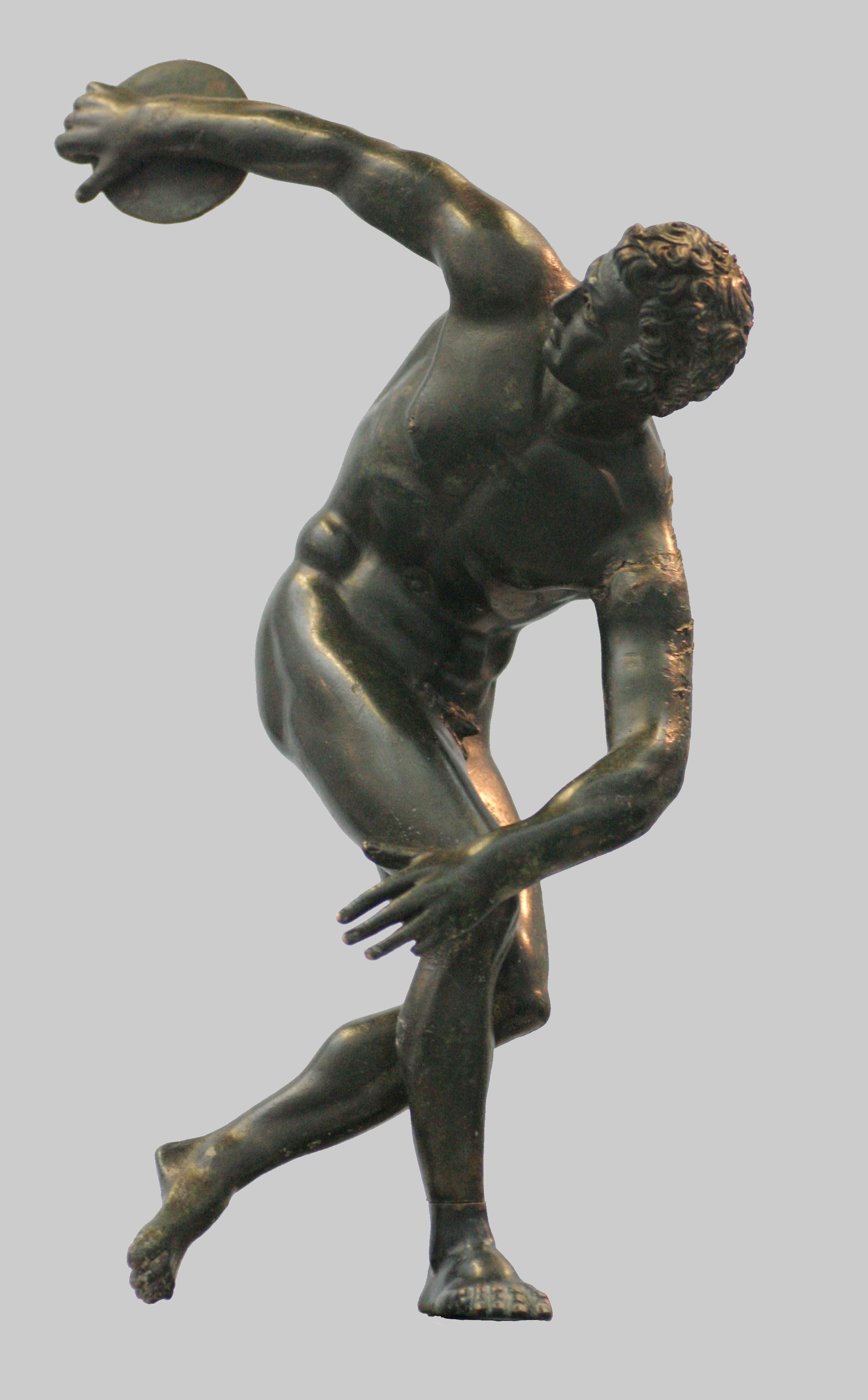
Römische Bronzekopie, 2. Jhd. Glyptothek, München

Der Diskobolos (Diskuswerfer) des griechischen Erzgießers Myron (Δισκοβόλος του Μύρωνα), auch Diskobol des Myron, gehört zu den bekanntesten griechischen Statuen überhaupt. Er stellt vermutlich einen 
Sieger der Zehnkampfdisziplin Diskuswerfen dar.

## Werk
Diese von Myron ca. 460–450 v. Chr. geschaffene Statue aus Bronze gehört in die antike Hochklassik. Sie zeigt einen rhythmisch bewegten, kraftvollen und stolzen Athleten in der Aktion. In dieser Aktion wählt Myron den einzigen Moment der Ruhe, gewissermaßen den toten Punkt.
Die Skulptur lässt restlos das archaische Prinzip der Frontalität fallen zugunsten einer Bewegung und räumlichen Gestaltung der Plastik, die erst im Barock (David von Bernini) und im 19. Jahrhundert von  Auguste Rodin wieder aufgegriffen wurde. Auch die bis dahin übliche Axialität scheint völlig aufgehoben worden zu sein.
Der Diskobolos ist durch eine 1,55 m hohe römische Marmorkopie im Römischen Nationalmuseum in Rom überliefert, die 1781 auf dem Esquilin gefunden wurde. Das Bronzeoriginal ist nicht gefunden worden, es stand vermutlich in Delphi oder Olympia. Bereits kurze Zeit nach dem Auffinden dieser Kopie gelang es dem italienischen Archäologen Carlo Fea, diese Kopie nach den antiken Beschreibungen als den Diskobolos des Myron zu identifizieren. Eine weitere Kopie aus Marmor wurde in der Villa Adriana (Villa des Kaisers Hadrian) in Tivoli gefunden. Insgesamt sind sechs römische Kopien fragmentarisch erhalten geblieben. Daneben eine kleine Bronzefigur und eine Gemme, die sich in London befindet. Die Gemme trägt neben dem Diskobol die Aufschrift Hyakinthos. Daher vermuten manche Fachleute, dass es sich bei der Skulptur des Myron nicht um eine Athletendarstellung handelt, sondern um die Statue des Hyakinthos, der sich nach der griechischen Mythologie mit Apollon im Wettstreit beim Diskuswerfen befand.

## Rezeption

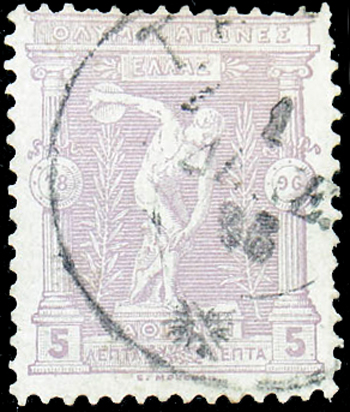
Griechische Briefmarke anlässlich der ersten Olympischen Spiele der Neuzeit 1896

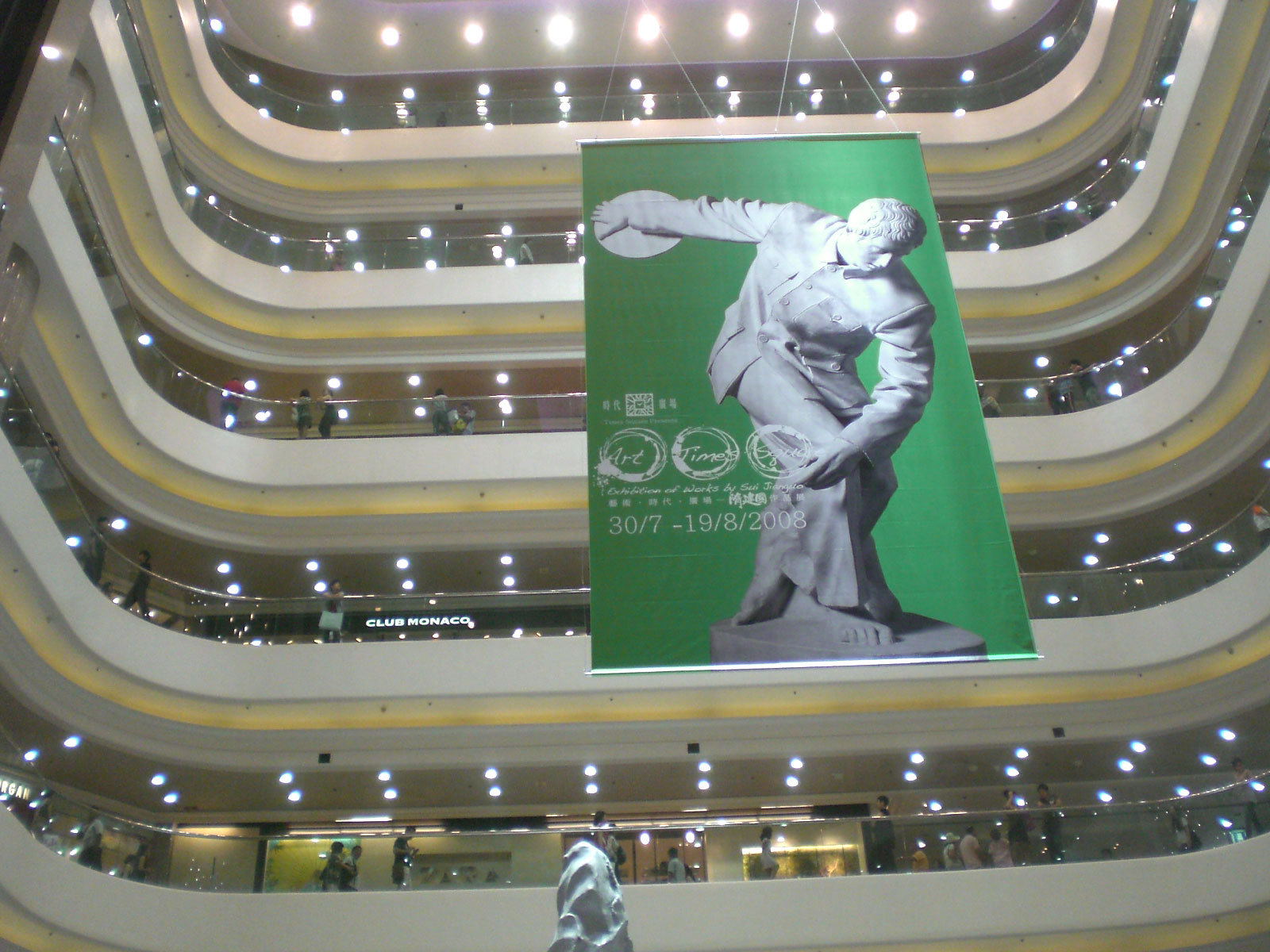
Abbildung des Discobolus von Sui Jianguo

Schon in der Antike vielfach kopiert, wurde die Figur ab 1806 aufgrund der von Francesco Cencellieri herausgegebenen Brieflichen Erörterungen über die Figur des Diskobol einer breiten, an der Antike interessierten (Fach-)Öffentlichkeit bekannt. Im Jahr 1816 findet sich bereits eine erste Parodie auf die Plastik in den Wandmalereien im römischen Palazzo Altieri, die eine Schar Putten in athletischen Posen zeigt. Europäische Monarchen bemühten sich, das Werk für ihre Sammlungen zu erwerben. Im Zuge der Wiederbelebung des olympischen Gedankens durch die neuzeitlichen Olympischen Spiele Ende des 19. und zu Beginn des 20. Jahrhunderts, zu deren Disziplinen auch der Diskuswurf zählte, wurde der Diskobolos häufig als emblematischer Schmuck für Plakate, Titelseiten und Briefmarken gewählt. Der NS-Propagandafilm Olympia der Regisseurin Leni Riefenstahl aus dem Jahr 1938 bemühte sich um eine Aneignung der ikonischen Gestalt durch Überblendung des antiken Diskobolos mit lebenden Athleten.
Gleichzeitig ersuchte Adolf Hitler bei der italienischen Regierung um Überlassung der berühmten, 1781 aufgefundenen Kopie, die zunächst vom Obersten Rat für die römischen Altertümer für unveräußerlich erklärt, im Mai 1938 jedoch mit Genehmigung des italienischen Außenministers für fünf Millionen Lire schließlich doch verkauft und nach München gebracht wurde. Dort wurde der Diskobolos in der Glyptothek ausgestellt und erst 1948 nach Rom zurückgegeben, wo er seit 1953 im Museo Nazionale Romano ausgestellt ist.
Die Pose des Diskobolos und die darin verkörperte Anspannung und Konzentration vor dem Wurf ist im 21. Jahrhundert als Ideal der männlichen Schönheit und körperlichen Fitness vielfach rezipiert worden, z. B. in einer Anzeigenkampagne des Sportartikelherstellers Reebok oder der Statue „Discobolus“ des chinesischen Künstlers Sui Jianguo aus dem Jahr 2003.
Zahllos kopiert, erscheint er noch heute vielfach in Souvenirläden oder auch in Gärten wie zum Beispiel im Botanischen Garten Kopenhagen. 
Eine weitere berühmte antike Diskuswerferfigur ist jene des Naukydes.